# Calycopis
Calycopis (лат.) — род бабочек семейства голубянок (Lycaenidae). Обитают в Северной и Южной Америке, Африке, Азии и Австралии.

## Описание
Бабочки Calycopis имеют небольшие размеры, от 2 до 4 см в размахе крыльев. Крылья обычно окрашены в синий, зелёный или жёлтый цвет с черными или белыми пятнами.

## Экология
Бабочки Calycopis встречаются в различных средах обитания, включая леса, луга и кустарники. Они питаются нектаром цветов.

## Размножение
Самки бабочек Calycopis откладывают яйца на листья растений, которыми питаются их гусеницы. Гусеницы имеют зелёный или бурый цвет и питаются листьями, цветами или плодами растений.

## Классификация
Включает по состоянию на 2005 год 62 описанных вида.

## Использование
Бабочки Calycopis коммерчески не используются. Однако они являются важным компонентом экосистемы. Они помогают опылять растения и служат пищей для птиц и других животных.